# Kéné Ndoye
Pour les articles homonymes, voir Ndoye.
Kéné Ndoye, née le 20 novembre 1978 et morte le 13 février 2023, est une athlète sénégalaise. 

## Biographie
Kéné Ndoye fait ses débuts en athlétisme avec une participation aux championnats d'Afrique de Dakar en 1998 où elle monte sur le podium, décrochant la médaille d'argent à la longueur et le bronze au triple saut.
Elle meurt le 13 février 2023 à l'âge de 44 ans des suites d’une longue maladie.

## Record personnel
- longueur : 6,67 m
- triple saut : 15,02 m
- 100m haies : 13 s 02

## Palmarès
- double championne d'Afrique de la longueur 2000-2004
- double championne d'Afrique du triple saut 2000-2004
- médaillée de bronze mondiale en salle au triple saut 2003
- 6e des JO d'Athènes en 2004
- 6e aux Mondiaux 2003-2005
- no 4 mondiale au triple saut
- no 16 mondiale en longueur

| Date | Compétition                    | Lieu          | Résultat | Épreuve     | Marque  |
| ---- | ------------------------------ | ------------- | -------- | ----------- | ------- |
| 1996 | Championnats d'Afrique         | Yaoundé       | 3e       | Longueur    | 5,85 m  |
| 1996 | Championnats d'Afrique         | Yaoundé       | 1re      | Triple saut | 12,99 m |
| 1998 | Championnats d'Afrique         | Dakar         | 7e       | Longueur    | 6,10 m  |
| 1998 | Championnats d'Afrique         | Dakar         | 3e       | Triple saut | 13,30 m |
| 1999 | Jeux africains                 | Johannesbourg | 4e       | Longueur    | 6,47 m  |
| 1999 | Jeux africains                 | Johannesbourg | 3e       | Triple saut | 13,86 m |
| 2000 | Championnats d'Afrique         | Alger         | 1re      | Longueur    | 6,39 m  |
| 2000 | Championnats d'Afrique         | Alger         | 3e       | Triple saut | 13,81 m |
| 2002 | Championnats d'Afrique         | Tunis         | 3e       | 100 m haies | 13 s 72 |
| 2002 | Championnats d'Afrique         | Tunis         | 2e       | Longueur    | 6,45 m  |
| 2002 | Championnats d'Afrique         | Tunis         | 2e       | Triple saut | 14,28 m |
| 2003 | Championnats du monde en salle | Birmingham    | 3e       | Triple saut | 14,72 m |
| 2003 | Championnats du monde          | Paris         | 10e      | Triple saut | 14,29 m |
| 2003 | Jeux africains                 | Abuja         | 4e       | Longueur    | 6,37 m  |
| 2003 | Jeux africains                 | Abuja         | 1re      | Triple saut | 14,23 m |
| 2004 | Championnats d'Afrique         | Brazzaville   | 1re      | Longueur    | 6,64 m  |
| 2004 | Championnats d'Afrique         | Brazzaville   | 2e       | Triple saut | 14,44 m |
| 2004 | Jeux olympiques                | Athènes       | 14e      | Triple saut | 14,18 m |
| 2005 | Championnats du monde          | Helsinki      | 6e       | Triple saut | 14,47 m |
| 2006 | Championnats d'Afrique         | Bambous       | 2e       | Longueur    | 6,30 m  |
| 2006 | Championnats d'Afrique         | Bambous       | 2e       | Triple saut | 14,08 m |
| 2011 | Jeux africains                 | Maputo        | 2e       | Triple saut | 13,69 m |